# Ejetor manual
Ejetor manual em terminologia de armas de fogo, é a designação do mecanismo de haste e mola que permite ao operador ejetar os cartuchos do tambor de um revólver de maneira simultânea.

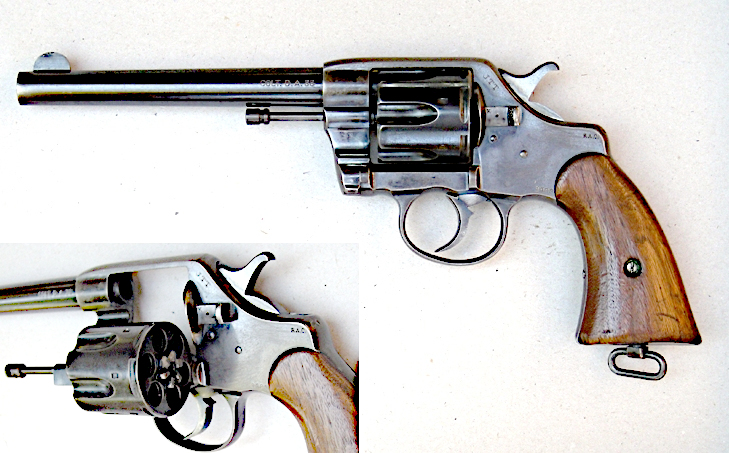
Um revólver "Colt New Army Model 1892 hand ejector".

Esse termo, derivado do termo em inglês "hand ejector", foi utilizado primordialmente para designar o primeiro revólver a utilizá-lo, o "Colt Model 1892 hand ejector revolver", e deste então, esse design vem sendo usado na maioria dos revólveres de ação dupla.

## Projeto
Um ejetor manual é caracterizado por um tambor que se abre para a lateral em uma dobradiça e requer o empurrão de uma haste concêntrica em direção ao tambor para ejetar os estojos deflagrados do cilindro. O termo "ejetor de mão" (embora não o design em si) foi originado pela Smith & Wesson para diferenciar esta classe de revólveres do design "top break", em que girar o cano/cilindro se abre para cima e para a frente da estrutura da arma e ejetaria "automaticamente" os estojos.